# 北津独石塔
北津独石塔，位于中国广东省阳江市阳东县北津鱼港以南海滩上，为阳江市阳东县的一个县级文物保护单位，类型为古建筑，公布时间为1986年4月。
北津独石塔的历史年代为清代。